# Vereinigte Ordnung
In frühen Jahren der Kirche Jesu Christi der Heiligen der Letzten Tage war die vereinigte Ordnung ein Weg, den christlichen Wirtschaftsgrundsatz „alles gemeinsam zu haben“ (siehe Apostelgeschichte 2:44 und Buch Mormon, 4. Nephi 1:3) zu verwirklichen. Das Mormonentum sieht sich als Wiederherstellung des Ur-Christentums und lehnte seine Wirtschaftsform ab 1831 an die Gütergemeinschaft der Jerusalemer Urgemeinde an.
Nach Angaben der Kirche waren es Missgunst, Gier und Streit unter den teilnehmenden Mitgliedern, die dieses Prinzip nur kurze Zeit, bis 1838 aufrechterhalten ließ. Tatsächlich waren es die totale Unkenntnis von wirtschaftlichen Prinzipien und die mangelnde Kapitalisierung, die die Vereinigte Ordnung zusammenbrechen ließen.

## Grundlage in neuzeitlicher Offenbarung
Die Geschichte der Vereinigten Ordnung lässt sich in ihren Grundzügen von Beginn bis Ende im Buch Lehre und Bündnisse nachvollziehen:
- Die Grundlage LuB 42:30-36 (Februar 1831)
- Die praktische Durchführung LuB 51:1-14 (Mai 1831)
- Gebot, ein weiteres Mitglied aufzunehmen LuB 92:1-2; 96:6-9 (März und Juni 1833)
- Eine Warnung an jene, die sich nicht an die Grundsätze der Ordnung halten und allgemeine Anweisungen zur Handhabung LuB 104 (April 1834)
- Das Ende des Gesetzes wird verkündet und begründet LuB 105:1-6 (Juni 1834)
- Ersatz der Vereinigten Ordnung durch das Gesetz des Zehnten LuB 119 (Juli 1838)

Die Vereinigte Ordnung ist ein Weg, das „Gesetz der Weihung“ zu verwirklichen. Dieses besagt, dass die Mitglieder der Kirche ihren Besitz und ihre Fähigkeiten dem Aufbau des Reiches Gottes widmen sollen. In der Praxis bedeutet dies, die Kirche aufzubauen, aber auch die Familie mit allem zu versorgen, was zu einem angemessenen Leben nötig ist. Dazu gehört auch, Bedürftige materiell und mit Hilfe zur Selbsthilfe zu einem besseren Leben zu führen. Eine Veröffentlichung der Kirche sagt dazu:
Das Gesetz der Weihung besteht aus Grundsätzen und Verhaltensweisen, die die Mitglieder geistig stärken, unter ihnen eine relative wirtschaftliche Gleichheit schaffen und ihnen helfen sollten, Habsucht und Armut zu überwinden.
Mit dem Umzug der Kirche von Palmyra im Bundesstaat New York nach Kirtland in Ohio im Jahr 1831 begannen die Mormonen, die Vereinigte Ordnung als Methode, das Gesetz der Weihung zu praktizieren, zu verwirklichen.

## Die praktische Durchführung
Wer bereit war, an der Vereinigten Ordnung teilzunehmen, ging zum Bischof und überschrieb einer gemeinsamen Kasse sein Eigentum bzw. übergab ihm seine beweglichen Güter. Aus diesen gesammelten Gütern formte der Bischof „Erbteile“. Das heißt, jeder Teilnehmer der Ordnung bekam Güter zugewiesen, um damit zu wirtschaften und seinen eigenen und den Bedarf seiner Familie zu decken. Üblicherweise erhielten die Familien auf diese Weise das vorher in die Vereinigte Ordnung gegebene Gut (Farmgebäude, Wohnhaus, Laden, Vieh, Farmland usw.) als Verwalterschaft wieder zurück, um damit seine Bedürfnisse gemäß seinem Beruf zu decken. Arme erhielten mehr als sie eingebracht hatten, um davon angemessen leben zu können, Reiche brachten mehr ein, als sie dann zum Wirtschaften erhielten. Die nicht benötigten Überschüsse, die erwirtschaftet wurden, waren an den Bischof abzuliefern, der sie an Bedürftige verteilte bzw. neue Verwalterschaften damit ermöglichte. Jeder Verwalter musste Rechenschaft darüber ablegen, wie er das anvertraute Gut verwendet und genutzt hatte.

## Die Probleme
Nach Angaben der Kirche waren Neid, Zwietracht und Streit die Probleme, die zur Auflösung führten. Einzelne meinten, sie könnten auf Kosten der Gemeinschaftskasse Schulden machen, andere meinten, sie müssten nicht arbeiten, da die Gemeinschaft sie schon versorgen werde und wieder andere beschwerten sich, dass sie zu viel zur Versorgung anderer herangezogen würden. In Ohio hatte ein Mitglied große Flächen seiner weitläufigen Farm für Siedler aus New York zur Verfügung gestellt. Er zog diese Erlaubnis aber zurück, als er sich mit der Kirchenführung überwarf.
Tatsächlich war die Vereinigte Ordnung nie ausreichend kapitalisiert. Die Kirche zog nicht zuletzt wegen der Vereinigten Ordnung in großer Zahl mittellose Personen als neue Mitglieder an, das von Vermögenden Neumitgliedern eingebrachte (Sach-)Kapital reichte nicht, um alle mit genügend Gütern für die Selbstversorgung auszustatten.
Im Januar 1837 gründete Joseph Smith die Kirtland Safety Society als Bank der Kirche und gab Anteilsscheine aus, die wie Papiergeld funktionieren sollten. Nachdem den ausgegebenen Beträgen keine entsprechenden Werte gegenüberstanden, insbesondere keine Auszahlung gegen Gold möglich war, brach die Kirtland Safety Society schon im November 1837 zusammen. Im Januar 1938 ein Haftbefehl gegen Smith wegen Bankbetrug ausgestellt wurde, floh er nach Missouri, seine Anhänger spalteten sich in der Folge. Einige blieben in Kirtland, die Mehrzahl folgte Smith nach Missouri. Die Vereinigte Ordnung besaß keine nennenswerten Vermögenswerte mehr und beendete die Geschäftstätigkeit.

## Ein neuer Versuch in Utah
1865, als die transkontinentale Eisenbahn, die auch durch Utah gehen sollte, bereits in Bau war, rief Brigham Young zu wirtschaftlicher Eigenständigkeit der Mormonen auf.
„Lasst alle Heiligen der Letzten Tage, Männer wie Frauen, sich im Herzen vornehmen, dass sie von niemand anderem kaufen wollen als von ihren treuen Brüdern, die mit dem Geld, das sie so verdienen, Gutes tun werden. Ich weiß, es ist der Wille Gottes, dass wir uns selbst erhalten sollen, denn wenn wir das nicht tun, müssen wir umkommen, weil wir von niemandem Hilfe erlangen können außer von Gott und uns selbst. […] Wir müssen uns selbst erhalten, denn unsere Feinde sind entschlossen, uns zu vernichten.“
Dieses Bestreben führte zu einer ausgedehnten Gründung von Genossenschaften, in denen der Geist der Vereinigten Ordnung wiederbelebt wurde. Diese Genossenschaften ermöglichten es den Mormonen, ihren Bedarf vollständiger und effizienter zu decken. Das Genossenschaftssystem funktionierte recht gut. Nur wenige stellten sich gegen den Grundsatz der vollständigen Unabhängigkeit von Außenstehenden und wollten die Mormonen mit Hilfe des Reichtums der Bodenschätze Utahs in den überregionalen Handel einbinden.
1874 ging die Kirchenführung weiter und führte die Jahrzehnte vorher aufgegebene „Ordnung Henochs“ (die vereinigte Ordnung) wieder ein. Bis zum Ende des Jahres waren rund 200 Ordnungen eingeführt, in größeren Orten mehr als eine. Die Mitglieder der Kirche waren zu jener Zeit für diesen Gedanken sehr empfänglich, da ihnen die Depression von 1873 vor Augen geführt hatte, dass die immer noch vorhandene Abhängigkeit von der Wirtschaft außerhalb ihrer Gemeinschaft zu beträchtlichen Schwierigkeiten führen konnte.

## Das Beispiel Orderville
Einige kleinere Orte mit weniger als 750 Einwohnern organisierten sich vollständig wie eine große Familie, um die vereinigte Ordnung zu realisieren. Am bekanntesten wurde Orderville, das von 24 Familien gegründet worden war, um dort gemeinsam die vereinigte Ordnung zu praktizieren und dessen Name Programm war. Dort unternahmen alle Einwohner ihre wirtschaftlichen Unternehmen gemeinsam und organisierten ihr gesamtes Leben als Gemeinschaft. Sie funktionierten als abgeschlossene Wirtschaftsgemeinschaft, indem sie in selbst gebauten Häusern wohnten, selbst gefertigte Kleidung trugen und indem jeder durch seinen Fleiß und seine Fertigkeiten zum wirtschaftlichen Wohl des Gemeinwesens beitrug. Ähnliches findet man unter den Hutterern und in israelischen Kibbuzim.
Diese Kooperative hielt sich von 1875 bis 1885. Sie löste sich auf wegen der staatlichen Verfolgung im Zuge der Zwangsmaßnahmen wegen der Mehrehe.

## Weitere Literatur
- Vereinigte Ordnung in der Enzyklopädie des Mormonismus